# Circul vesel
Circul vesel este un film românesc din 2010 regizat de Claudiu Mitcu despre viața unor artiști de circ ca Mina Zdebschi, Carol Zdebschi.

## Distribuție
Distribuția filmului este alcătuită din:
- Mina Zdebschi
- Carol Zdebschi
- Traian Ganea
- Vasile Rusu
- Dumitru Sorescu
- Aura Sorescu
- Rica Sorescu